# Jon Robert Holden
Pour les articles homonymes, voir Holden.
 (février 2019).
Si vous disposez d'ouvrages ou d'articles de référence ou si vous connaissez des sites web de qualité traitant du thème abordé ici, merci de compléter l'article en donnant les références utiles à sa vérifiabilité et en les liant à la section « Notes et références ».
Jon Robert Holden, né le 10 août 1976 à Pittsburgh, Pennsylvanie, est un joueur de basket-ball possédant la double nationalité américano-russe. Il évolue au poste de meneur.

## Biographie
Après ses années universitaires, il traverse l'Atlantique pour rejoindre le club letton de ASK Broceni Rīga. Il passe ensuite en Belgique puis en Grèce à l'AEK Athènes. Avec chacune de ses équipes, il remporte le championnat national.
Il rejoint ensuite le championnat russe dans le club du PBC CSKA Moscou. Avec ce club, il atteint le sommet du basket-ball européen en remportant l'Euroligue en 2006 face au Maccabi Tel-Aviv, détenteur du trophée depuis deux saisons.
En 2007, Holden atteint de nouveau la finale, battu cette fois par le Panathinaïkos qui évolue dans sa salle.
En octobre 2003, il est sélectionné en équipe de Russie à la suite d'un décret du président russe Vladimir Poutine qui lui donne la nationalité russe. Le président Poutine répondait ainsi favorablement à une demande du président du CSKA. Cette demande visait à contourner une règle qui tente à réduire le nombre de joueurs étrangers dans le championnat russe.
Avec sa nouvelle sélection, J. R. Holden est l'une des pièces maitresses, avec le MVP de la compétition Andreï Kirilenko, de l'équipe russe qui remporte le Championnat d'Europe 2007 en Espagne face au champion du monde, l'Espagne.
En décembre 2012, il annonce sa retraite sportive et devient manager et copropriétaire du club belge de Gand (Gent evolutions).
De 2019 à 2022, J. R. Holden est directeur de l'équipe chargée du développement des joueurs aux Nets de Brooklyn en NBA. Il devient ensuite general manager des Nets de Long Island, l'équipe de NBA G League associée aux Nets de Brooklyn.

## Club
- 1994-1998 :  Bucknell University (NCAA)
- 1998-1999 :  ASK Broceni Rīga
- 1999-2001 :  Telindus Oostende
- 2001-2002 :  AEK Athènes
- 2002-2011 :  PBC CSKA Moscou

## Palmarès

### Club
- Vainqueur de l'Euroligue 2006
- Finaliste de l'Euroligue 2007
- Champion de Russie 2003, 2004, 2005, 2006, 2007
- Champion de Grèce 2002
- Vainqueur de la Coupe de Russie 2005, 2006, 2007
- Champion de Belgique 2001
- Vainqueur de la Coupe de Belgique 2001
- Champion de Lettonie 1999

### Sélection nationale
- Championnat d'Europe de basket-ball
  -  Médaille d'or du Champion d'Europe 2007 en Espagne